# 巴拿馬軍事
巴拿馬公共部隊（西班牙語：Fuerza Pública de Panamá）是巴拿馬的準軍事組織，負責維護巴拿馬的公共秩序、國家安全、邊境保衛、海岸巡邏。巴拿馬是世界上少數沒有常備軍的國家，在1989年美國入侵巴拿馬後，巴拿馬國防軍解散。

## 歷史
巴拿馬的第一支軍隊成立於1903年巴拿馬與哥倫比亞分離時，當時哥倫比亞軍的指揮官Esteban Huertas率領他的旅成為巴拿馬國民軍。1904年，巴拿馬國民軍發動政變失敗後，美國認為巴拿馬的常備軍可能危及巴拿馬運河區的安全，於是改由巴拿馬國家警察取代巴拿馬國民軍。
1930年代末，在José Remón領導下，國家警察開始軍事化，部分警員去就讀其他拉丁美洲國家的軍校。José Remón在發動兩次政變後，於1952年當選巴拿馬總統，將國家警察改組成巴拿馬國民警衛隊（西班牙語：Guardia Nacional de Panamá）。
巴拿馬國家警衛隊發動1968年巴拿馬政變，國家警衛隊指揮官奥马尔·托里霍斯掌握國家大權，直到他發生1981年巴拿馬空軍DHC-6 雙水獺飛機墜毀而罹難。
接續兩任指揮官卸任後，曼紐·諾瑞嘉1983年8月擔任國民警衛隊指揮官，他將國民警衛隊內的所有軍事和警察部隊改組為巴拿馬國防軍，直到1989年美國入侵巴拿馬，巴拿馬國防軍被解散，重組國家警察。
1990年巴拿馬政府廢除軍隊，並成立巴拿馬公共部隊。1994年10月，巴拿馬立法議會通過了一項憲法修正案，禁止國家建立一支常備的軍事力量，但在對抗“外部侵略”行為時，可以建立臨時的軍事力量來應對。

## 單位
- 巴拿馬國家警察

維護社會秩序、刑事偵防，約有30,000人，電話熱線為104。
- 國家邊防局

保護巴拿馬的陸地邊界，經常與哥倫比亞的叛軍或游擊隊作戰。與美國南方司令部保持良好關係，接受美國陸軍的訓練。
- 國家海軍航空局

負責保護巴拿馬的領海及領空。約有4,000人24艘船25架飛機，分為航空群和航海群。
- 機構保護局

負責保護正副總統、國內維安（包含巴拿馬運河），還下轄一支戰術小組。